# Aleksandr Druzjinin

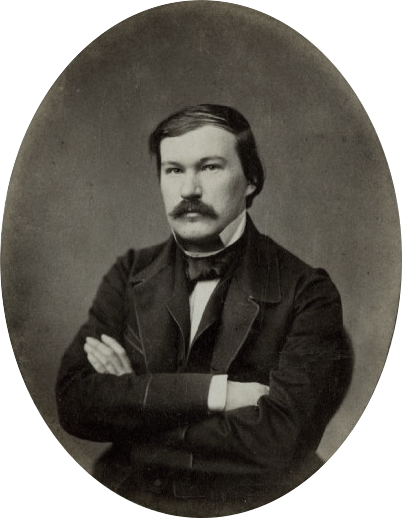
Aleksandr Druzjinin

Aleksandr Vasiljevitj Druzjinin (ryska: Александр Васильевич Дружинин), född 20 oktober (gamla stilen: 8 oktober) 1824 i Sankt Petersburg, död där 31 januari (gamla stilen: 19 januari) 1864, var en rysk litteraturkritiker och romanförfattare.
Druzjinin var först verksam som militär, men ägnade sig från 1851 helt åt litteraturen. Redan 1847 hade han debuterat med berättelsen Polinka Sachs, delvis en imitation av George Sands "Jacques", som väckte ett ofantligt uppseende genom att införa kvinnofrågan i den ryska litteraturen. Hans följande berättelser Razskaz Alekseja Dmitrievitja (Aleksej Dmitrievitjs historia), Fräulein Wilhelmina och Julie (1847-49), var dock svagare. Hans humoristiska kåserier Sentimentalnoje putesjestvie Ivana Tjernoknizjnikova po peterburgskim datjam (Ivan Tjernoknizjnikovs sentimentala resa till petersburgska sommarnöjen) väckte också stor uppmärksamhet på sin tid. 
Åren 1856-1861 var Druzjinin redaktör för "Biblioteka dlja tjtenia" (Lärobiblioteket). Han var en god kännare av den engelska litteraturen och skrev många essäer om bland andra Samuel Richardson, Richard Brinsley Sheridan, Walter Scott och Benjamin Disraeli samt översatte några dramer av William Shakespeare. Han hade ett personligt stort litterärt inflytande genom sin nära bekantskap med bland andra Ivan Turgenjev, Lev Tolstoj, Pavel Annenkov och Aleksej Pisemskij samt tog initiativ till bildandet av en understödsförening för ryska skriftställare efter mönster av den engelska "Royal Literary Fund", men såsom kritiker och förfäktare av den "rena estetiken" var han ganska betydelselös. Hans samlade skrifter utkom 1865.